# Ghislieri (famiglia)
I Ghislieri (talvolta anche Ghisilieri o Ghisleri) sono una nobile e antica famiglia italiana. Originaria di Bologna, ebbe ramificazioni in varie città tra cui Bosco, Pavia, Roma e Jesi.

## Storia

### Origini
Ludovico Jacobilli e Panfilio Cesi, genealogisti seicenteschi della famiglia, fecero risalire la fondazione del casato a un leggendario eponimo Ghisliero di Costantinopoli, il quale, convertitosi al Cattolicesimo, sarebbe giunto a Bologna al seguito di san Petronio tra il 430 e il 435.
Le prime notizie storiche risalgono tuttavia alla fine dell'XI secolo, allorché la famiglia entrò a far parte dell'aristocrazia consolare cittadina, insediandosi nel quartiere di Porta Stiera, presso l'antica chiesa dei SS. Fabiano e Sebastiano (demolita nel 1798), dove eresse la propria torre. Nel 1096 Lamberto fu tra i capitani dei bolognesi nella Prima crociata; a lui seguirono Uberto nella Seconda crociata e Ugolino nella Terza.

### Ascesa
Nel cuore dell'età comunale i Ghislieri accumularono una notevole ricchezza dalla proprietà di diversi mulini installati in città e aderirono da subito alla parte guelfa schierandosi con la famiglia dei Geremei. Diversi esponenti ricoprirono magistrature sia cittadine (176 furono i Ghislieri nel Consiglio degli Anziani) sia in altre città italiane di tradizione guelfa. Gherardo fu podestà di Perugia nel 1207, Ramberto resse la podesteria sempre di Perugia nel 1233 e di Padova nel 1235, Francesco, capo militare della fazione guelfa intransigente, fu nel 1302 podestà di Piacenza e nel 1312 capitano del popolo a Perugia.

### Esilio
Di parte guelfa, furono più volte protagonisti di lotte con famiglie rivali per il controllo della città, fra cui i Toschi, i Pepoli e i Bentivoglio, senza però mai riuscire a ottenere il primato su di esse. Per via di tali lotte diversi esponenti dei Ghisilieri furono espulsi a più riprese, fino alla cacciata definitiva del 1445, allorquando essi parteciparono alla congiura dei Canetoli per l'uccisione di Annibale I Bentivoglio. I principali esponenti della famiglia furono imprigionati o messi al bando e le loro case saccheggiate e distrutte.
Alcuni ripararono a Roma, altri a Vicenza e Ferrara. Paolo Ghisilieri, che fuggì a Roma, mutò il cognome in Consiglieri per sfuggire alle persecuzioni dei nemici.
Una parte dei Ghisilieri fece ritorno a Bologna nel 1506, al seguito di papa Giulio II, con la cacciata dei Bentivoglio dalla città. Inizialmente svolsero attività bancarie, divenendo famiglia senatoria (dal 1506 al 1541 e dal 1550 al 1797), poi conti e infine marchesi.

## I Ghislieri di Bosco Marengo e Pavia
Dopo l'elezione al soglio pontificio di Pio V, al secolo Antonio Ghislieri e figlio di Paolo, un pastore di Bosco Marengo, fiorirono scritti genealogici a sostegno di una sua discendenza dai Ghislieri bolognesi, secondo i quali avo di Paolo sarebbe stato un Lippo di Tommaso Ghislieri esiliato da Bologna nel 1445. Pio V stesso contribuì a dar credito a questa sua ascendenza, cui forse personalmente credeva, adottando come stemma l'arma dei Ghislieri felsinei e permettendo a un Giovanni Pietro Alessandri, realmente discendente per via materna da essi e nipote del cardinale Giovan Battista Consiglieri, di assumere il cognome Ghislieri. La presenza dei Ghislieri nella zona di Bosco, tuttavia, è provata almeno dal XIV secolo, ben prima, dunque, dell'esilio dell'ipotetico antenato Lippo di Tommaso. I Ghislieri di Bosco, seppure di umilissime origini, assursero ai ranghi della nobiltà grazie alla parentela con il Sommo Pontefice: furono aggregati ai patriziati di Alessandria e Pavia, città quest'ultima in cui si stabilirono, e acquisirono numerosi feudi tra cui Ronsecco con il marchesato e Sommo con il comitato.

## Edifici storici

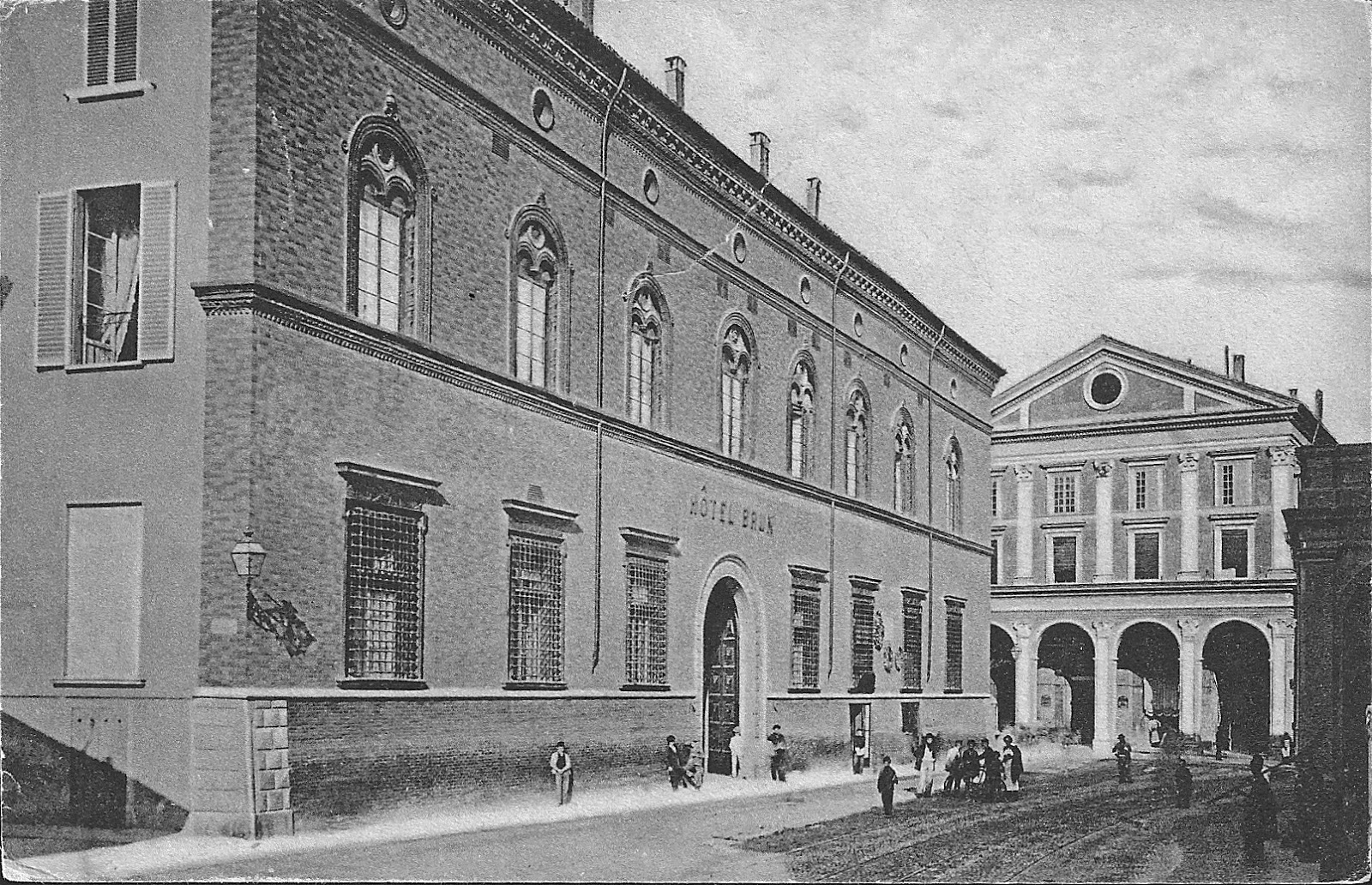
Palazzo Ghisilieri di Bologna in una foto d'epoca

Dei palazzi della famiglia presso la scomparsa chiesa di San Prospero (via Cesare Battisti) e presso la chiesa di San Fabiano (via Montegrappa) a Bologna non resta più quasi nulla. Solo la torre Ghisilieri sopravvisse alle distruzioni del 1445 ed è ora inglobata nel campanile della chiesa dei Santi Gregorio e Siro in via Nazario Sauro. Al loro rientro in città i Ghisilieri si stabilirono in un nuovo palazzo dove anticamente sorgevano le case dei Romanzi e dei Canetoli, ultimato nel 1531. Venduto ai Malvasia nel 1551, venne acquistato dalla famiglia svizzera Brun che nel 1911 lo trasformò in hotel. Parzialmente distrutto dai bombardamenti del 1943, ne rimane uno spigolo fra via Ugo Bassi e via Testoni, e parte del cortile interno, inglobati nella palazzo del Toro.

## Esponenti celebri
La famiglia Ghisilieri ebbe uomini insigni nelle armi, nei pubblici uffici, nel clero, nelle lettere e nello studio delle leggi. Fra essi si ricordano:
- Guido (XI sec.), poeta volgare citato da Dante (De vulgari eloquentia I, XV 6).
- Ramberto [figlio] d'Ugolino (1180 ca. - ?), podestà di Perugia e di Padova, difensore di Bologna contro Federico II.
- Bonaparte [figlio] di Gerardo (XIII secolo), giurista dell'Università di Bologna e cavaliere gaudente.
- Bonaparte [figlio] di Ramberto (XIII secolo), beato, discepolo dell'eremita Raniero Fasani, con il quale fondò la chiese e l'ospedale di Santa Maria della Vita.
- Francesco (1265 ca. - dopo il 1332), leader militare della fazione guelfa più intransigente, podestà di Piacenza e capitano del popolo a Perugia.
- Francesco [figlio] d'Andriuzzo (XIV secolo), giurista.
- Ugolino (1350 ca. - 1410), capitano militare di ventura, podestà di Chioggia, armato cavaliere da Giovanni I Bentivoglio.
- Francesco [figlio] di Lippo (prima metà del XV secolo - seconda metà del XV secolo), giurista, fuoriuscito da Bologna a seguito dell'omicidio di Annibale Bentivoglio.
- Alessandro [figlio] di Girolamo (seconda metà del XV secolo - prima metà del XVI secolo), giurista, conte palatino e Canonico di San Pietro.
- Alberto [figlio] di Girolamo (seconda metà del XV secolo - prima metà del XVI secolo), giurista, morto a Roma.
- Amadasio (seconda metà del XV secolo - prima metà del XVI secolo), giurista, conte palatino e rettore di Sant'Andrea di Vignale.
- Antonio (1504-1572), membro del ramo Ghisilieri di Bosco Marengo, inquisitore di Como, vescovo di Sutri e Nepi, grande inquisitore, cardinale e infine Papa con il nome di Pio V.
- Federico Ghislieri, colonnello dell'esercito dei Cavalieri di Santo Stefano di Piza.
- Girolamo [figlio] di Francesco Maria (seconda metà del XVI secolo - 1625), scrittore, giurista civilista e canonista, membro del Consiglio degli Anziani e priore dei Tribuni della Plebe.
- Ettore [figlio] di Gualengo (XVII secolo), conte, giurista, primicerio di San Petronio e sacerdote dello stesso oratorio.
- Antonio Maria (1684-1734), vescovo di Azoto e astronomo. Del ramo senatorio di Bologna, figlio di Francesco (1650-1712), legittimato.
- Marchese Gian Agostino Ghisleri (1853-1903), console italiano in Belgio.
- Arcangelo Ghisleri (1855-1938), politologo, geografo. Fondatore del partito repubblicano italiano.